# Ефремов, Георги
Георги Д. Ефремов (макед. Ѓорѓи Д. Евремов; 8 декабря 1932, Кратово — 6 мая 2011, Скопье) — македонский учёный-биолог, специалист в области генной инженерии в медицине, ветеринарии и биотехнологии животных; бывший посол и министр науки Республики Македонии, в 2000—2001 годах президент Македонской академии наук и искусств.

## Биография
Родился 8 декабря 1932 года в Кратово. Его отец был богатейшим человеком города до 1945 года, пока власть не национализировала практически всё его имущество. Отец наставлял Георги, говоря, что обучение — единственный способ улучшить жизнь. Ефремов поступил на ветеринарный факультет Загребского университета и окончил его в 1956 году. После он работал и учился на медицинском факультете университета Скопье, а затем был назначен ассистентом на занятиях по психологии домашних животных на факультете сельского хозяйства и продовольствия в Скопье.
В 1960 году Ефремов защитил магистерскую работу в Белградском университете по психологии и биохимии под руководством профессора Божидара Николича, а затем в сентябре 1963 года там же защитил докторскую работу «Эмбриональный и взрослый гемоглобины животных». Затем он стал работать на кафедре внутренней медицины в Ветеринарном колледже Осло, который возглавлял профессор Микаэль Брэд. Через два года профессор Титус Хайсман пригласил Ефремова на двухлетнюю стажировку в медицинский колледж Огасты (штат Джорджия, США), где изучались структура, функции, синтез и выражения нормального и аномального гемоглобина в человеческом организме.
По возвращении из США Ефремов был принят в Македонскую академию наук и искусств, возглавив исследовательскую работу генной инженерии и биотехнологий. В 2000—2001 годах был президентом Македонской академии наук и искусств.
Скончался 6 мая 2011 года в Скопье.